# Sesto Fiorentino
Sesto Fiorentino é uma comuna italiana da região da Toscana, província de Florença, com cerca de 45.748 habitantes. Estende-se por uma área de 49 km², tendo uma densidade populacional de 934 hab/km². Faz fronteira com Calenzano, Campi Bisenzio, Fiesole, Florença, Vaglia.

## Demografia
| Variação demográfica do município entre 1861 e 2011                               |
|                                                                                   |
| Fonte: Istituto Nazionale di Statistica (ISTAT) - Elaboração gráfica da Wikipedia |